# Чемпионат Австралии по снукеру среди профессионалов
Чемпионат Австралии по снукеру среди профессионалов (англ. Australian Professional Snooker Championship, иногда встречается упрощённое название Australian Professional) — профессиональный нерейтинговый снукерный турнир, проводившийся в 1960-1980 годах в Австралии. Как и другие соревнования этого типа, турнир проводится только с участием местных игроков.

## История
Турнир впервые был проведён в 1963 году, и первым его победителем стал Уоррен Симпсон. С 1963 по 1975 чемпионат игрался в формате челленджа, т.е. предыдущий победитель автоматически проходил в финал следующего розыгрыша, а его соперник определялся в серии матчей на выбывание. В 1976 финал не состоялся из-за того, что противник Эдди Чарльтона, действующего на тот момент чемпиона, не явился на матч. В 1969 турнир в единственный раз прошёл за пределами Австралии (в Окленде, Новая Зеландия).
Начиная с 1977 года формат турнира изменился: была принята олимпийская система проведения. С 1979 до 1984 чемпионат не проводился, пока WPBSA не начала свою финансовую поддержку всем национальным профессиональным первенствам в размере 1 000 фунтов стерлингов на человека. В том же 1984 чемпионат Австралии в первый и единственный раз прошёл под спонсорством сторонней компании (Toohey's Brewerey). Когда WPBSA прекратила свою поддержку в 1989, турнир закончил своё существование. В дальнейшем его возобновление стало почти невозможным из-за отсутствия спонсоров и малого количества профессиональных снукеристов в стране.
Эдди Чарльтон стал доминирующим игроком чемпионата: за всё время его проведения он выигрывал его 14 раз.

## Победители
| Год                                 | Победитель     | Финалист       | Счёт  | Место проведения | Приз победителю |
| ----------------------------------- | -------------- | -------------- | ----- | ---------------- | --------------- |
| 1963                                | Уоррен Симпсон | Норман Скуайр  | —     | Бэнкстаун        | —               |
| 1964                                | Эдди Чарльтон  | Уоррен Симпсон | —     | Ньюкасл          | —               |
| 1964                                | Норман Скуайр  | Эдди Чарльтон  | —     | Сазерленд        | —               |
| 1966                                | Эдди Чарльтон  | Уоррен Симпсон | ?     | Харборд          | —               |
| 1967                                | Эдди Чарльтон  | Уоррен Симпсон | ?     | Сидней           | —               |
| 1968                                | Уоррен Симпсон | Эдди Чарльтон  | ?     | Сидней           | —               |
| 1969                                | Эдди Чарльтон  | Уоррен Симпсон | 11:6  | Окленд           | —               |
| 1970                                | Эдди Чарльтон  | Норман Скуайр  | —     | ?                | —               |
| 1971                                | Эдди Чарльтон  | Уоррен Симпсон | 11:7  | Сидней           | —               |
| 1972                                | Эдди Чарльтон  | Гарри Оуэн     | 19:10 | ?                | —               |
| 1973                                | Эдди Чарльтон  | Гарри Оуэн     | 31:10 | Уогга-Уогга      | —               |
| 1974                                | Эдди Чарльтон  | Уоррен Симпсон | 44:17 | Уогга-Уогга      | —               |
| 1975                                | Эдди Чарльтон  | Деннис Уилрайт | 31:10 | ?                | —               |
| 1976                                | Эдди Чарльтон  | Пэдди Морган   |       | Мельбурн         | —               |
| 1977                                | Эдди Чарльтон  | Пэдди Морган   | 25:21 | Мельбурн         | —               |
| 1978                                | Эдди Чарльтон  | Айэн Андерсон  | ?     | ?                | —               |
| С 1979 по 1983 турнир не проводился |                |                |       |                  |                 |
| 1984                                | Эдди Чарльтон  | Уоррен Кинг    | 10:3  | Даббо            | —               |
| 1985                                | Джон Кэмпбелл  | Эдди Чарльтон  | 10:7  | Сидней           | £ 4 250         |
| 1986                                | Уоррен Кинг    | Джон Кэмпбелл  | 10:3  | Сидней           | £ 3 061         |
| 1987                                | Уоррен Кинг    | Эдди Чарльтон  | 10:7  | Сидней           | £ 2 222         |
| 1988                                | Джон Кэмпбелл  | Робби Фолдвэри | 19:7  | Сидней           | £ 1 905         |